# Taʻū
Taʻū là hòn đảo có người ở lớn nhất trong Quần đảo Manu'a và là hòn đảo núi lửa ở cực đông Quần đảo Samoa. Taʻū là một phần của Samoa thuộc Mỹ. Vào đầu thế kỷ 19, hòn đảo này đôi khi được gọi là Opoun.
Taʻū nổi tiếng là địa điểm mà nhà nhân chủng học người Mỹ Margaret Mead đã tiến hành nghiên cứu luận án của bà vào năm 1920, sau đó bà đã công bố những phát hiện của mình trong một cuốn sách có tựa đề Coming of Age in Samoa. Taʻū cũng có ngọn núi cao nhất ở Samoa thuộc Mỹ, Núi Lata, cũng như 21 kilômét vuông (8,3 dặm vuông) là đất của Công viên quốc gia Samoa thuộc Mỹ với  3.9 km 2 nước bị ngăn cách bởi các vách đá cao. 
Trên bờ biển phía tây của Ta'ū là các ngôi làng giáp ranh Lumā và Siufaga, thường được gọi chung là làng Taʻū.  Làng Taʻū đã được đặt tên là thủ phủ của Quần đảo Manuʻa. Fitiuta là một ngôi làng Taʻū khác, nằm ở phía đông bắc của hòn đảo. 